# Liste der Naturdenkmale in Lachendorf
Die Liste der Naturdenkmale in Lachendorf nennt die Naturdenkmale in Lachendorf im Landkreis Celle in Niedersachsen.

## Naturdenkmale
| Bild            | Bezeichnung | Ort, Lage                                     | Beschreibung | Schutzzweck | Nummer      |
| --------------- | ----------- | --------------------------------------------- | ------------ | ----------- | ----------- |
| Fotos hochladen | Eiche       | Lachendorf (52° 37′ 27,4″ N, 10° 14′ 43,6″ O) |              |             | ND CE 00018 |